# Meszes (település)
Meszes község Borsod-Abaúj-Zemplén vármegyében, az Edelényi járásban.

## Fekvése
Szendrőtől 12 kilométerre kelet-északkeletre, a megyeszékhely Miskolctól közúton 45 kilométerre északra fekszik.
A közvetlenül határos települések: észak felől Tornabarakony, kelet felől Rakacaszend (6 km), dél felől Galvács, délnyugat felől Szendrő (12 km), nyugat felől Szalonna (7 km), Martonyi (6 km). A legközelebbi város Szendrő.

### Megközelítése
Csak közúton közelíthető meg, Szalonna vagy Rakacaszend érintésével, a 2613-as úton.

## Története
A település nevét először 1317-ben említik, Mezes alakban írva. A középkorban királynéi birtok volt. Később a Rákócziak birtoka a 18. század elejéig, mikor a szatmári béke után a kincstár lefoglalta.
1961-ben termelőszövetkezete alakult.

## Közélete

### Polgármesterei
- 1990–1994: Keresztesi István (független)[3]
- 1994–1998: Keresztesi István (független)[4]
- 1998–2002: Rákiné Czidor Katalin (független)[5]
- 2002–2006: Rákiné Czidor Katalin (független)[6]
- 2006–2010: Rákiné Czidor Katalin (független)[7]
- 2010–2014: Rozgonyi Tibor (független)[8]
- 2014–2019: Rozgonyi Tibor (független)[9]
- 2019–2024: Rozgonyi Tibor (független)[10]
- 2024– : Rozgonyi Tibor (független)[1]

## Népesség
A település népességének változása:
| Lakosok száma | 197  | 200  | 191  | 162  | 151  | 154  | 160  |
|               | 2013 | 2014 | 2015 | 2021 | 2022 | 2023 | 2024 |

A 2001-es népszámlálás adatai szerint a településnek csak magyar lakossága volt.
A 2011-es népszámlálás során a lakosok 92%-a magyarnak, 0,5% cigánynak, 1,6% németnek mondta magát (8% nem nyilatkozott; a kettős identitások miatt a végösszeg nagyobb lehet 100%-nál). A vallási megoszlás a következő volt: római katolikus 38,3%, református 33%, görögkatolikus 4,3%, felekezeten kívüli 7,4% (14,9% nem válaszolt).
2022-ben a lakosság 90,7%-a vallotta magát magyarnak, 0,7% németnek, 2,6% egyéb, nem hazai nemzetiségűnek (9,3% nem nyilatkozott; a kettős identitások miatt a végösszeg nagyobb lehet 100%-nál). Vallásuk szerint 33,1% volt római katolikus, 29,8% református, 4,6% görög katolikus, 0,7% evangélikus, 5,3% felekezeten kívüli (26,5% nem válaszolt).

## További információk

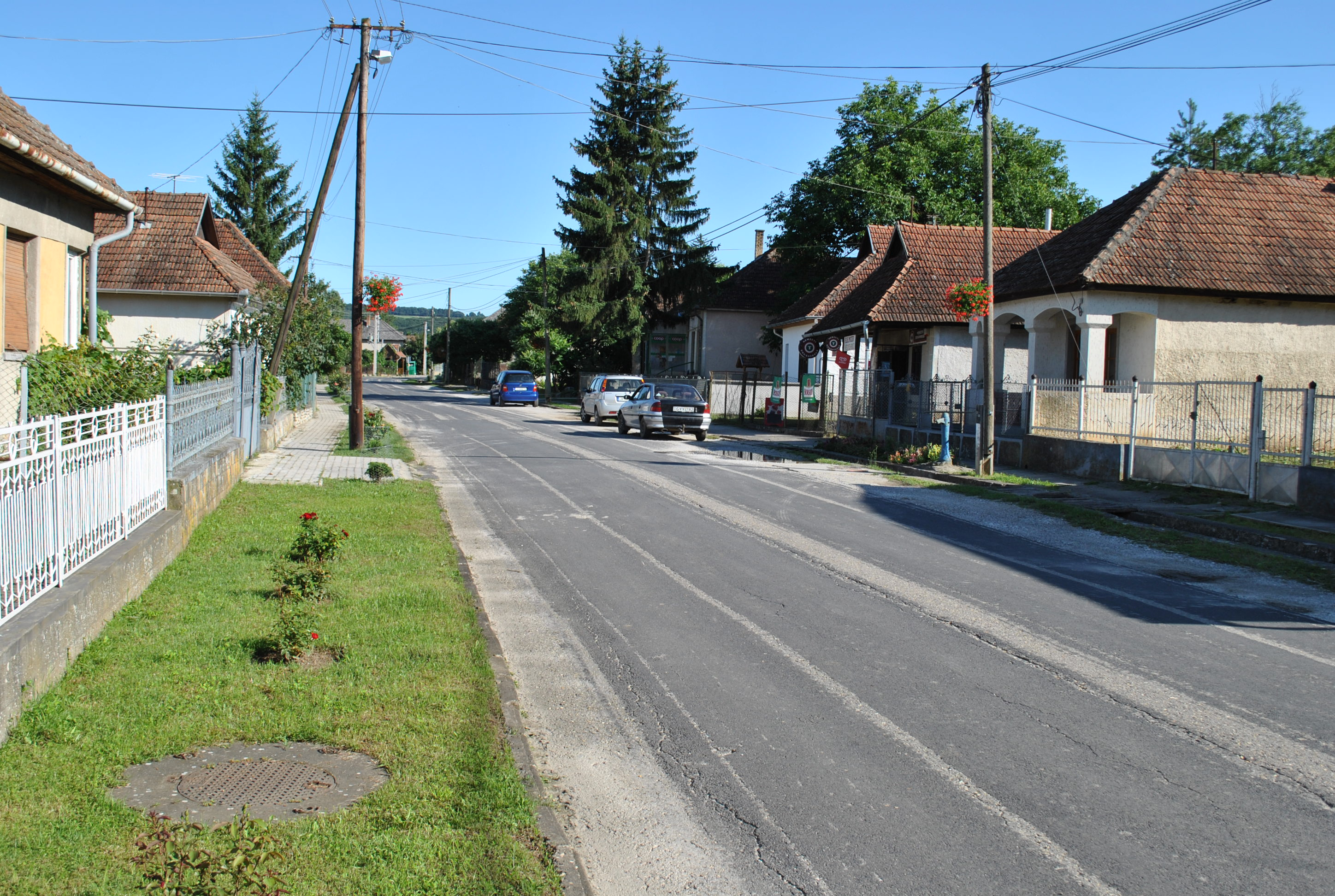
Fő utca (a 2613-as út belterületi szakasza

## Látnivalók
- Rakaca-víztározó
- Földvár